# Combat de Pacé
Chouannerie
Batailles
- 1er Vannes
- Fouesnant
- Scrignac
- Lannion
- Pontrieux
- Bourgneuf-la-Forêt
- Plumelec
- Savenay
- Loiré
- Ancenis
- 2e Vannes
- Pluméliau
- Pontivy
- 1er La Roche-Bernard
- 1er Rochefort-en-Terre
- Pacé
- Guérande
- Fleurigné
- Fougères
- Vitré
- Mané-Corohan
- Plabennec
- Saint-Pol-de-Léon
- Kerguidu
- Lamballe
- Saint-Perreux
- 2e Rochefort-en-Terre
- 2e La Roche-Bernard

La combat de Pacé se déroula à la suite d'une révolte paysanne contre la levée en masse lors de la Pré-Chouannerie.

## Combat
Le 17 mars un détachement de la garde nationale de Rennes est attaqué au pont de Pacé par 4 000 paysans des environs de Pacé. Les gardes nationaux battent en retraite et perdent trois hommes. Presque tous les hommes du détachement sont blessés, trois d'entre eux sont abandonnés et achevés par les insurgés, leurs cadavres sont ensuite mutilés,.